# Comuna Tamarîne, Snihurivka
Tamarîne (în ucraineană Тамарине) este o comună în raionul Snihurivka, regiunea Mîkolaiiv, Ucraina, formată din satele Bezimenne și Tamarîne (reședința).

## Demografie
Componența lingvistică a comunei Tamarîne
     Ucraineană (86,99%)
     Rusă (4,34%)
     Alte limbi (0,96%)
Conform recensământului din 2001, majoritatea populației comunei Tamarîne era vorbitoare de ucraineană (86,99%), existând în minoritate și vorbitori de rusă (4,34%).